# Євтухов Федір Леонтійович
Фе́дір Лео́нтійович Євтухо́в (1909 , Область Війська Донського, Російська імперія  — не раніше 1985 ) — радянський військовий та державний діяч. Депутат Верховної Ради УРСР першого скликання (з 1938 року).

## Біографія
Народився 1909 року в родині селянина-бідняка на хуторі Чернецівка, нині Кам'янський район, Ростовська область, Росія. У 1922 році навчився теслярської справи і до 1924 року працював теслею.
З 1924 по 1929 рік працював у власному сільському господарстві. У 1929 році вступив до колгоспу, де працював до 1930 року. У 1930–1932 роках — робітник Сулинського металургійного заводу на Донщині.
З 1932 року — у Червоній армії. У 1934 році призначений старшиною роти, а у 1935 році — виконувачем обов'язків командира взводу. У званні молодшого командира служив в танкових військах Північно-Кавказького військового округу.
З листопада 1936 року брав участь в громадянській війні в Іспанії. У 1938 році в званні старшого лейтенанта служив в Київському особливому військовому окрузі. З серпня 1940 року в званні капітана командував батальйоном автотранспортного полку.
26 червня 1938 року був обраний депутатом Верховної Ради УРСР першого скликання по Гайсинській виборчій окрузі № 55 Вінницької області.
Брав участь у німецько-радянській війні з 1941 року. Воював на Західному фронті, у званні капітана командував батальйоном автотранспортного полку. Потрапив у полон у вересні 1941 року. Звільнений з полону 1945 року. У 1946 році проходив спецперевірку.
Станом на 1985 рік проживав у Ростовській області.

## Нагороди
- орден Червоного Прапора (4.07.1937)
- Орден Червоної Зірки (2.01.1937)
- Орден Вітчизняної війни 1-го ступеня (1.08.1985)
- медалі.